# Alexandronemertes mollis
Alexandronemertes mollis är en djurart som tillhör fylumet slemmaskar, och som först beskrevs av Ernest F. Coe 1926.  Alexandronemertes mollis ingår i släktet Alexandronemertes och familjen Dinonemertidae. Inga underarter finns listade i Catalogue of Life.